# Романса (љубав)
Љубавна романса или романса је израз којим се описује интимни однос двоје људи који одоварају идеалу тзв. романтичне љубави, односно у ком једно према другом гаје осећаје максималне привржености и преданости која може, али не мора увек имати и сексуалну компоненту. За тај феномен се такође користи израз љубавна веза или љубавна афера.
Енциклопедија породичних студија Вајлија Блеквела наводи да је „романтична љубав, заснована на моделу обостране привлачности и на вези између двоје људи која их спаја као пар, стварајући услове за превазилажење модела породице и брака.”  Ово указује да романтична љубав може бити темељ привлачности између две особе. Овај појам је првенствено кориштен у „западним земљама након што је прихваћен након током 1800-их година, љубав је неопходан предуслов за започињање интимне везе и представља темељ на којем почивају наредни кораци формирања породице”.
Алтернативно, према Колинсовом речнику романтична љубав је описана као „интензитет и идеализација љубавног односа, у којој су особе прожете изванредном врлином, лепотом итд, тако да однос превазилази сва остала разматрања, укључујући и она материјална”.

## Опште дефиниције
Бод и Кушник су предузели опсежан преглед романтичне љубави из биолошке перспективе 2021. године. Они су разматрали психологију романтичне љубави, њене механизме, развој током живота, функције и еволуциону историју. На основу садржаја тог прегледа, они су предложили биолошку дефиницију романтичне љубави:
„Романтична љубав је мотивационо стање које је типично повезано са жељом за дуготрајним парењем са одређеном особом. Јавља се током целог живота и повезано је са препознатљивим когнитивним, емоционалним, бихевиоралним, друштвеним, генетским, неуронским и ендокриним активностима код оба пола. Током већег дела животног тока служи избору партнера, удварању, сексу и везивању парова. То је скуп адаптација и нуспроизвода који су настали негде током недавне еволуционе историје људи.”
Антрополог Чарлс Линдхолм дефинисао је љубав као „сваку интензивну привлачност која укључује идеализацију другог, у еротском контексту, са очекивањем да ће потрајати у будућности”.

## Психологија
Многи теоретичари су покушали да анализирају процес романтичне љубави.
Антрополог Хелен Фишер у својој књизи Зашто волимо користи скенирање мозга како би показала да је љубав производ хемијских реакција у мозгу. Норепинефрин и допамин, између осталих хемикалија у мозгу, одговорни су за узбуђење и блаженство код људи, као и код других животиња. Фишер користи MRI за проучавање мождане активности „заљубљене” особе и закључује да је љубав природни погон, који је снажан попут глади.
Традиционално се сматра да романтична љубав, у апстрактном смислу, укључује мешавину емоционалне и сексуалне жеље за другим као особом. Међутим, Лиса М. Дајмонд, професор психологије на Универзитету у Јути, предлаже да су сексуална жеља и романтична љубав функционално независне и да романтична љубав није суштински оријентисана према истосполним или партнерима другог пола. Она такође предлаже да су везе између љубави и жеље двосмерне за разлику од једностраних. Штавише, Дајмонд не наводи да нечији пол има приоритет над другим полом (мушким или женским) у романтичној љубави, јер њена теорија сугерише да је могуће да се неко ко је хомосексуалац заљуби у некога другог пола, као и за некога ко је хетеросексуалан да се заљуби у некога истог пола. У свом прегледу ове теме из 2012. године, Дајмонд је нагласила да оно што је тачно за мушкарце, можда није тачно за жене. Према Дајмондвој, код већине мушкараца сексуална оријентација је фиксна и највероватније урођена, док код многих жена сексуална оријентација може варирати од 0 до 6 по Кинсијевој скали и назад.
Марти Хаселтон, психолог са , сматра да је романтична љубав „уређај за преданост” или механизам који подстиче двоје људи да створе трајну везу. Она је истражила еволуцијско образложење које је обликовало модерну романтичну љубав и закључила да су дуготрајне везе корисне како би се осигурало да деца достигну репродуктивно доба, и да их двоје родитеља хране и негују. Хаселтон и њене колеге су у својим експериментима пронашли доказе који указују на прилагођавање љубави. Први део експеримената састоји се од тога да људи размишљају о томе колико некога воле, а затим да потискују мисли о другим привлачним људима. У другом делу експеримента од истих људи се тражи да размисле о томе колико сексуално желе исте те партнере, а затим да покушају да потисну мисли о другима. Резултати су показали да је љубав ефикаснија у истискивању ривала од секса.
Истраживање Универзитета у Павији сугерише да романтична љубав траје око годину дана (слично као и лимеренција) пре него што буде замењена стабилнијом, нестраственом „сапутничком љубављу“. У сапутничкој љубави промене се дешавају од ране фазе љубави према стадијуму када се однос успостави и романтична осећања престану. Међутим, једно истраживање са Универзитета Стони Брук у Њујорку сугерише да неки парови много дуже одржавају романтична осећања током животног века.

### Обрасци привршености
Стилови везаности које људи развијају као деца могу утицати на начин на који ступају у интеракцију са партнерима у односима одраслих, при чему су стилови сигурне везаности повезани са здравијим и поверенијим односима од избегавајућих или узнемирених стилова привржености. Хазен и Шавер су открили да су стилови романтичне привржености за одрасле слични категоријама сигурног, избегавајућег и узнемиреног, које су претходно проучаване у привржености деце њиховим неговатељима, показујући да су стилови везаности стабилни током целог живота. Касније су истраживачи разликовали одбацивање избегавајуће везаности и плашљиво избегавање везаности. Други су открили да сигурну приврженост одраслих, која доводи до способности интимности и поверења у стабилност везе, карактерише ниска анксиозност и избегавање у контексту везивања, док су у плашљивом стил високе обе димензије, одбацујући стил испољава ниску анксиозност и висок степен избегавања, а преокупирани стил је карактерисан високо заступљеном анксиозношћу, а ниским ступњем избегавања.